# Пошкодження ДНК
Пошкодження ДНК — зміна хімічної структури ДНК, наприклад розрив ланцюга ДНК, відсутність нуклеотидної основи в кістяку ДНК або хімічно змінена основа, наприклад 8-OHdG. Пошкодження ДНК може відбуватися природним шляхом або через фактори навколишнього середовища, але це чітко відрізняється від мутації, хоча обидва є типами помилок у ДНК. Пошкодження ДНК — аномальна хімічна структура ДНК, тоді як мутація — зміна послідовности пар основ. Пошкодження ДНК викликають зміни в структурі генетичного матеріалу та перешкоджають належному функціонуванню механізму реплікації
. Реакція на пошкодження ДНК є складним шляхом передачі сигналу, який розпізнає пошкодження ДНК та ініціює відповідь клітини на пошкодження . Пошкодження та мутації ДНК мають різні біологічні наслідки. Хоча більшість пошкоджень ДНК можуть піддаватися репарації, таке відновлення не є ефективним на 100%. Невиправлені пошкодження ДНК накопичуються в клітинах, які не реплікуються, наприклад у клітинах мозку або м’язів дорослих ссавців, і можуть спричиняти старіння . У реплікованих клітинах, наприклад, які вистилають товсту кишку, виникають помилки при реплікації минулих пошкоджень у матричному ланцюзі ДНК або під час відновлення пошкоджень ДНК. Ці помилки можуть призвести до мутацій або епігенетичних змін . Обидва ці типи змін можуть бути відтворені та передані наступним поколінням клітин. Ці зміни можуть змінити функцію гена або регуляцію експресії генів і, можливо, сприяти розвитку раку.
Клітинний цикл проходить контрольні стадії, на яких можна виявити, чи клітина є в хорошому стані для мітозу. На контрольних фазах G 1 і G 2 відбувається сканування пошкоджень ДНК. Під час фази S клітина більш вразлива до пошкодження ДНК, ніж будь-яка інша частина клітинного циклу. Контрольна фаза G2 перевіряє пошкоджену ДНК і повноту реплікації ДНК .

## Типи
Пошкодження ДНК, яке відбувається природним шляхом, може бути результатом метаболічних або гідролізних процесів. Метаболізм вивільняє сполуки, які пошкоджують ДНК, включаючи активні форми кисню, активні форми азоту, активні карбонільні форми, продукти перекисного окислення ліпідів та алкілуючі агенти. Гідроліз розриває хімічні зв'язки в ДНК. Природні окислювальні пошкодження ДНК виникають принаймні 10 000 разів на клітину на день у людей і до 100 000 на клітину на день у щурів. Окислювальне пошкодження ДНК може викликати понад 20 типів змінених основ, а також одноланцюгові розриви. Інші типи ендогенних пошкоджень ДНК, наведені нижче з їх частотою виникнення, включають депуринацію, депіримідинацію, дволанцюгові розриви, 6-O-метилгуаніни та дезамінування цитозину. ДНК також може бути пошкоджена факторами навколишнього середовища. Фактори навколишнього середовища, такі як ультрафіолетове світло, іонізуюче випромінювання та генотоксичні хімікати. Реплікація може бути зупинена через пошкоджену ДНК, подвійні розриви також є формою пошкодження ДНК.

### Частоти пошкоджень
У наведеному нижче списку показано деякі частоти, з якими щодня виникають нові природні пошкодження ДНК внаслідок ендогенних клітинних процесів.
- - Окислювальні пошкодження

Люди, на клітину на день
- 10 000 [9]
- 11 500 [10]
- 2800 [11]
  - Специфічних пошкоджень 8-oxoGua, 8-oxodG плюс 5-HMUra
- 2800 [12]
  - Специфічних пошкоджень 8-oxoGua, 8-oxodG плюс 5-HMUra

Щури, на клітину на добу
- 74 000 [13]
- 86 000 [14]
- 100 000 [9]

Миші, на клітину на добу:
- 34 000 [15] специфічних пошкоджень 8-oxoGua, 8-oxodG плюс 5-HMUra
- 47 000 [16] специфічних пошкоджень oxo8dG в печінці миші
- 28 000 [12]специфічних пошкоджень 8-oxoGua, 8-oxodG, 5-HMUra
  - Депуринації

Клітини ссавців, на клітину на день:
- від 2 000 до 10 000 [17][18]
- 9000 [19]
- 12 000 [20]
- 13 920 [21]
  - Депіримідинації

Клітини ссавців, на клітину на день
- 600 [22]
- 696 [23]
  - Одноланцюгові розриви

Клітини ссавців, на клітину на день
- 55 200 [23]
  - Дволанцюгові розриви

Клітини людини за клітинний цикл
- 10 [24]
- 50 [25]
  - О6-метилгуаніни

Клітини ссавців, на клітину на день:
- 3120 [23]

Дезамінування цитозину
- Клітини ссавців, на клітину на день:
- 192 [26]

Іншим важливим ендогенним пошкодженням ДНК є M1dG, скорочення від (3-(2'-дезокси-бета-D-еритро-пентофуранозил)-піримідо[1,2-a]-пурин-10(3H)-он). Виділення M1dG із сечею (ймовірно, що відображає швидкість появи) може бути в 1000 разів нижчим, ніж 8-oxodG 
.
Однак більш важливим показником може бути стабільний рівень ДНК, що відображає як швидкість появи, так і швидкість відновлення ДНК. Стаціонарний рівень M1dG вищий, ніж у 8-oxodG . Це вказує на те, що деякі пошкодження ДНК, які виникли з низькою швидкістю, можуть бути важко відновними та залишатися в ДНК на високому стабільному рівні. І M1dG , і 8-oxodG 
є мутагенними.

### Стаціонарні рівні
Стаціонарні рівні пошкоджень ДНК представляють баланс між формуванням і відновленням. Охарактеризовані понад 100 типів окисного пошкодження ДНК, і 8-oxodG становить близько 5% стабільних окисних пошкоджень ДНК . Хелбок та інші підрахували, що у стаціонарному стані було 24 000 окисних аддуктів ДНК на клітину у молодих щурів і 66 000 аддуктів на клітину у старих щурів. Це відображає накопичення пошкодження ДНК з віком. Накопичення пошкоджень ДНК з віком додатково описано в теорії старіння пошкодження ДНК.
Свенберг та інші  виміряли середню кількість вибраних стаціонарних ендогенних пошкоджень ДНК у клітинах ссавців. Сім найпоширеніших пошкоджень, які вони оцінили, показані в таблиці 1.
| Ендогенні ураження              | Кількість на клітину |
| ------------------------------- | -------------------- |
| Базові місця                    | 30,000               |
| N7-(2-гідроксетил)гуанін (7HEG) | 3,000                |
| 8-гідроксигуанін                | 2,400                |
| 7-(2-оксоетил)гуанін            | 1,500                |
| Формальдегідні аддукти          | 960                  |
| Aкполеїн-дезоксигуанін          | 120                  |
| Малондіальдегід-дезоксигуанін   | 60                   |

Оцінюючи стаціонарні ушкодження в конкретних тканинах щурів, Накамура та Свенберґ  показали, що кількість абазичних ділянок коливається від приблизно 50 000 на клітину в печінці, нирках і легенях до приблизно 200 000 на клітину в мозку.
Механізми пошкодження ДНК поділяються на 3 кластери:
збільшення активного кисню трансмембранними транспортерами,
втрата хромосоми через зв'язування реплісоми,
зупинка реплікації факторами транскрипції. Пошкодження у людини надмірно представлені у відомих збудниках раку, а у їхніх РНК у пухлинах проходить важкий мутагенез .

## Відновлення пошкодженої ДНК
За наявности пошкодження ДНК клітина може або відновити пошкодження, або викликати загибель клітини, якщо пошкодження неможливо відновити.
- Типи

| Спосіб виправлення                | Точність |
| --------------------------------- | --- |
| Ексцизійна репарація основ        | коригує пошкодження ДНК від окислення, дезамінування та алкілування, а також одноланцюгові розриви                                                               |
| Висічення нуклеотидів             | окислювальні ендогенні ураження, такі як циклопурин, димери тиміну, спричинені сонячним світлом (димери циклобутану та фотопродукти піримідину (6-4) піримідону) |
| Гемологічна репарація             | дволанцюгові розриви в середині S фази або середині G2 фази клітинного циклуточні                                                                                |
| Негомологічне з'єднання кінців    | дволанцюгові розриви, якщо клітини є у фазі G0, фазі G1 або фазі G2 клітинного циклу                                                                             |
| Мікрогомологічне з'єднання кінців | дволанцюгові розриви в S фазі клітинного циклу |
| Репарація невідповідности кінців  | невідповідності заміщення основ і невідповідності інсерції-видалення, що виникають під час реплікації ДНК                                                        |
| Пряме реверсування (MGMT і AlkB)  | 6-O-метилгуанін перетворюється на гуанін за допомогою MGMT, деякі інші метильовані основи деметилюються за допомогою AlkB                                        |
| Транслезійний синтез              | Процес стійкості до пошкоджень ДНК, який дозволяє механізму реплікації ДНК відтворювати минулі пошкодження ДНК                                                   |

## Апоптозі профілактика раку
Білки репарації ДНК часто активуються або індукуються, коли ДНК зазнає стійкого пошкодження. Однак надмірне пошкодження ДНК може ініціювати апоптоз, тобто запрограмовану смерть клітини, якщо рівень пошкодження ДНК перевищує здатність до відновлення. Апоптоз може запобігти мутагенезу та розвитку раку в клітинах із надмірним пошкодженням ДНК. Запалення часто спричинене інфекцією, наприклад вірусом гепатиту B, вірусом гепатиту C або Helicobacter pylori. Запалення також є центральною характеристикою ожиріння . Таке запалення викликає окисне пошкодження ДНК. Це пов’язано з індукцією активних форм кисню (АФК) різними внутрішньоклітинними медіаторами запалення. Гепатитові інфекції B і C, зокрема, викликають 10 000-кратне та 100 000-кратне збільшення внутрішньоклітинного виробництва АФК. Спричинені запаленням, активні форми кисню, які викликають пошкодження ДНК, можуть викликати апоптоз, але також можуть викликати рак, якщо процеси репарації та апоптозу є недостатньо захисними. Жовчні кислоти, що зберігаються в жовчному міхурі, вивільняються в тонкий кишечник у відповідь на жир у раціоні. Більш високий рівень жиру спричиняє більше вивільнення. Жовчні кислоти викликають пошкодження ДНК, включаючи окисне пошкодження ДНК, дволанцюгові розриви ДНК, анеуплоїдію та розриви хромосом. Високі нормальні рівні дезоксихолевої кислоти спричиняють апоптоз у клітинах товстої кишки людини, але також можуть призвести до раку товстої кишки, якщо відновлення та захист від апоптозу недостатні . Апоптоз служить запобіжним механізмом проти пухлиногенезу . Це запобігає підвищеному мутагенезу, який може спричинити надмірне пошкодження ДНК під час реплікації . Принаймні 17 білків репарації ДНК, розподілених між п’ятьма шляхами репарації ДНК, відіграють «подвійну роль» у відповідь на пошкодження ДНК. При помірному рівні пошкодження ДНК ці білки ініціюють або сприяють відновленню ДНК. Однак, коли присутні надмірні рівні пошкодження ДНК, вони запускають апоптоз .

## Роль окисного пошкодження гуаніну в регуляції генів
Пошкодження ДНК 8-оxо-dG не відбувається випадково в геномі. У ембріональних фібробластах миші виявлене 2-5-кратне збільшення 8-охо-dG у генетичних контрольних ділянках, в тому числі - у промоторах, 5'-нетрансльованих та 3'-нетрансльованих ділянках порівняно з рівнями 8-охо-dG в генних тілах і міжгенних ділянках. У ендотеліальних клітинах легеневої артерії щурів, коли 22 414 генів, що кодують білок, досліджували на наявність 8-охо-dG, більшість 8-охо-dG (за наявності) були знайдені в промоторних ділянках, а не в генних тілах. Серед сотень генів, на рівень експресії яких подіяла гіпоксія, ті з 8-oxo-dGs були активовані, а ті гени, промотори яких втратили 8-oxo-dGs, були майже всі інактивовані. Окислений гуанін, мабуть, виконує кілька регуляторних ролей у експресії генів. Зокрема, коли окислювальний стрес виробляє 8-охо-dG в промоторі гена, окислювальний стрес також може інактивувати OGG1, фермент, який націлюється на 8-охо-dG і зазвичай ініціює відновлення пошкодження 8-охо-dG. Неактивний OGG1, який більше не вирізає 8-oxo-dG, націлюється на 8-oxo-dG і створює комплекс з ним, викликає різкий (~70 ) вигин в ДНК. Це дозволяє зібрати комплекс ініціації транскрипції, регулюючи транскрипцію асоційованого гена . Коли утвррюється 8-oxo-dG, активний OGG1 вирізає 8-oxo-dG і генерує апуриновий/апіримідиновий білок. Він дозволяє розплавити дуплекс, приймаючи G-квадруплексну структуру, яка відіграє регуляторну роль в активації транскрипції . Коли 8-охо-dG утворюється в комплексі з активним OGG1, він може потім рекрутувати ремоделери хроматину для модуляції експресії генів. ДНК-зв’язуючий білок 4-хромодоменової гелікази залучає OGG1 до ділянок окисного пошкодження ДНК. Потім CHD4 приваблює ДНК і метилюючі гістони ферменти, які пригнічують транскрипцію асоційованих генів .

## Реакція клітинного циклу на пошкодження ДНК
Коли ДНК пошкоджена, клітина реагує різними способами, щоб усунути пошкодження та мінімізувати дію на клітину. Однією з таких реакцій, зокрема в еукаріотичних клітинах, є затримка поділу клітини — клітина затримується на деякий час у фазі G2 перед тим, як просуватись через решту клітинного циклу. Проведені різні дослідження з’ясували мету зупинки G2, спричиненої пошкодженням ДНК. Дослідники виявили, що клітини, які передчасно вимушено вийшли із затримки, мають нижчу життєздатність і більшу кількість пошкоджених хромосом порівняно з клітинами, які здатні зазнати повної зупинки G2, що свідчить про те, що мета затримки полягає в тому, щоб відновити пошкоджені хромосоми перед продовженням клітинного циклу. Це забезпечує належне функціонування мітозу.
Різні види тварин демонструють схожі механізми клітинної затримки у відповідь на пошкодження ДНК, яке може бути викликане дією рентгенівського опромінення. У дріжджах Saccharomyces cerevisiae ген RAD9 відіграє вирішальну роль у виявленні пошкодження ДНК і зупинці клітини у фазі G2, доки пошкодження не буде відновлене.
Протягом клітинного циклу, клітини, піддані рентгенівському опроміненню, або назавжди зупиняються, стають нежиттєздатними, або затримуються у фазі G2 перед продовженням поділу в мітозі. Клітини, які не можуть відновлювати дволанцюгові розриви ДНК, мають тенденцію назавжди зупинятися в G2 під дією навіть дуже низьких рівнів рентгенівського опромінення, і рідко закінчуються прогресуванням через пізніші стадії клітинного циклу. Це тому, що клітини не можуть відновити пошкодження ДНК і, таким чином, не вступають у мітоз.
Однак ген RAD9 виявляє зовсім інший ефект. Ці клітини не затримуються у фазі G2 під дією рентгенівського опромінення, і в кінцевому підсумку просуваються через клітинний цикл без збоїв, перш ніж гинуть. Це свідчить про те, що ген RAD9, на відміну від інших генів, чутливих до радіації (RAD), відіграє вирішальну роль у ініціації зупинки фази G2. Мутантний ген RAD52 RAD9, який є дефектним як у відновленні ДНК, так і в зупинці G2, не зазнає затримки клітинного циклу під дією рентгенівського опромінення. Це свідчить про те, що навіть якщо пошкодження ДНК не можна відновити, якщо RAD9 відсутній, клітинний цикл не затримується. Таким чином, невиправлене пошкодження ДНК є сигналом, який повідомляє RAD9 зупинити поділ і призупинити клітинний цикл у G2. Спосіб візуалізації цього ефекту - перегляд фотомікроскопії. Спочатку гаплоїдні клітини RAD+ і RAD9 в експоненціальній фазі росту демонструють прості поодинокі клітини, які неможливо відрізнити одна від одної. Однак вони виглядають значно інакше після 10-годинного рентгенівського опромінення. На RAD+ тепер показано, що клітини RAD+ існують переважно як мікроколонії з двома бруньками, що свідчить про припинення поділу клітин. 
Є докази того, що хоча ген RAD9 необхідний для зупинки G2 у відповідь на пошкодження ДНК, даючи клітині час для відновлення пошкодження, він насправді не відіграє прямої ролі у відновленні ДНК. Коли клітини RAD9 штучно затримуються в G2 за допомогою отрути мікротрубочок, яка запобігає клітинному поділу, а потім обробляються рентгенівським опроміненням, клітини здатні відновлювати свою ДНК і зрештою просуватися через клітинний цикл, ділячись на життєздатні клітини. Таким чином, ген RAD9 не відіграє ніякої ролі у фактичному відновленні пошкодженої ДНК — він просто відчуває пошкоджену ДНК і реагує, затримуючи поділ клітини. Таким чином, затримка опосередковується механізмом контролю, а не фізично пошкодженою ДНК. 
З
Можливо, існують механізми резервного копіювання, які виконують роль RAD9, коли його немає. Фактично, деякі дослідження показали, що RAD9 справді відіграє вирішальну роль у відновленні ДНК. В одному дослідженні мутантні та нормальні RAD9 клітини в експоненціальній фазі росту піддавалися ультрафіолетовому опроміненню та синхронізувалися в певних фазах клітинного циклу. Роль RAD9 у відновленні пошкоджень ДНК залишається незрозумілою. 
Незважаючи на це, очевидно, що RAD9 необхідний для відчуття пошкодження ДНК і зупинки поділу клітин. Вважається, що RAD9 має 3'-5' екзонуклеазну активність, можливо, тому він відіграє певну роль у виявленні пошкодження ДНК. Коли ДНК пошкоджена, існує гіпотеза, що RAD9 утворює комплекс з RAD1 і HUS1, і цей комплекс рекрутується до місць пошкодження ДНК. Саме таким чином RAD9 може проявляти свої ефекти.
Хоча функцію RAD9 в основному вивчали на брунькувальних дріжджах Saccharomyces cerevisiae, багато механізмів контролю клітинного циклу подібні між видами. Таким чином, ми можемо зробити висновок, що RAD9, ймовірно, також відіграє вирішальну роль у реакції на пошкодження ДНК у людей.